# Glechoma
Glechoma es un género con 12 especies de plantas  perteneciente a la familia Lamiaceae, la mayoría son nativas de Europa y Asia. 
Los tallos arraigan en los nudos, formando extensas matas de hojas dentadas, redondeadas o ovales, suavemente peludas. Las flores son tubulares y axilares, floreciendo en verano. El género está estrechamente relacionado con Nepeta, Stachys o Prunella.

## Especies
- Glechoma biondiana (Diels) C.Y.Wu & C.Chen
- Glechoma decolorans (Hemsl.) Turrill
- Glechoma grandis (A. Gray) Kuprianova
- Glechoma hederacea L. - ground-ivy or creeping charlie
- Glechoma hirsuta Waldst. & Kit.
- Glechoma longituba (Nakai) Kuprian.
- Glechoma nivalis (Benth.) Press
- Glechoma pharica (Prain) Turrill
- Glechoma serbica Halácsy & Wettst.
- Glechoma sinograndis C.Y.Wu

Especies de Glechoma son alimento de las larvas de algunas especies de Lepidopteras, incluyendo Coleophora albitarsella.